# Elates
Elates is een monotypisch geslacht van straalvinnige vissen uit de familie van de platkopvissen (Platycephalidae).

## Soort
- Elates ransonnettii (Steindachner, 1876)